# رزوك (شاخنات)
رزوك (بالفارسية: رزوک) هي مستوطنة تقع في إيران في قسم شاخنات الريفي. يقدر عدد سكانها بـ 21 نسمة .